# Gangwon
Gangwon (kor. 강원도) – prowincja w Korei Południowej ze stolicą w Chuncheonie. Przed podziałem Korei w 1945 roku razem ze swoim północnokoreańskim sąsiadem, także nazywającym się Kangwŏn, stanowiły jedną prowincję.

## Historia
Gangwon było jedną z ośmiu prowincji Korei podczas panowania dynastii Joseon, założoną w 1395 roku, a nazwę zawdzięcza miastu Gangneung (kor. 강릉; hancha: 江陵) oraz dawnej stolicy prowincji Wonju (kor. 원주; 原州).
W 1895 roku prowincja Gangwon została zastąpiona dystryktami Chuncheon (Chuncheon-bu; kor. 춘천부; hancha: 春川府) na zachodzie i Gangneung (Gangneung-bu; kor. 강릉부; 江陵府) na wschodzie (Wonju było częścią dystryktu Chungju).
W 1896 roku Korea została ponownie podzielona na 13 prowincji i oba dystrykty zostały połączone z powrotem w prowincję Gangwon. Mimo że dawna stolica Wonju została także przyłączona do tej prowincji, nowa została utworzona w Chuncheon.
W 1945 roku prowincja Gangwon (podobnie jak i reszta Korei) została podzielona na amerykańską i radziecką strefę okupacji. W 1948 roku południowa część prowincji została częścią Republiki Korei. W rezultacie postanowień po wojnie koreańskiej w 1953 roku, granica między północnokoreańską a południowokoreańską częścią prowincji została przesunięta w kierunku wojskowej linii demarkacyjnej. Granice prowincji pozostały niezmienione od 1953 roku.

## Geografia

### Położenie
Od zachodu Gangwon graniczy z prowincją Gyeonggi, od południa z Chungcheong Północnym oraz Gyeongsang Północnym, od wschodu znajduje się Morze Wschodnie (Morze Japońskie). Od strony północnej sąsiadem jest północnokoreańska prowincja Kangwŏn. Krajobraz zdominowany jest przez pasmo gór Taebaek (Taebaek Sanmaek), które schodzą aż do morza.

### Zasoby
80% obszaru Gangwon zajmują lasy, które dostarczają grzybów oraz roślin górskich. Prowincja ta jest też znana ze swoich produktów rolniczych: ziemniaków i ryb (dorsz oraz mątwa). Zasoby mineralne prowincji to żelazo, węgiel, fluoryt, wapień i wolfram. Znajdują się tutaj elektrownie wodne i cieplne.

### Regiony
Północnokoreański oraz południowokoreański Gangwon są częścią regionu Gwandong. Region na zachód od gór Taebaek nazywa się Yeongseo, a na wschód – Yeongdong. 

## Podział administracyjny
Prowincja Gangwon podzielona jest na 7 miast (kor. si) oraz 11 powiatów (kor. gun).

### Miasta
- Chuncheon (춘천시, 春川市) – stolica prowincji
- Donghae (동해시, 東海市)
- Gangneung (강릉시, 江陵市)
- Samcheok (삼척시, 三陟市)
- Sokcho (속초시, 束草市)
- Taebaek (태백시, 太白市)
- Wonju (원주시, 原州市)

### Powiaty
- Ch’ŏrwŏn (철원군, 鐵原郡)
- Goseong (고성군, 高城郡)
- Hoengseong (횡성군, 橫城郡)
- Hongcheon (홍천군, 洪川郡)
- Hwacheon (화천군, 華川郡)
- Inje (인제군, 麟蹄郡)
- Jeongseon (정선군, 旌善郡)
- Pjongczang (평창군, 平昌郡)
- Yanggu (양구군, 楊口郡)
- Yangyang (양양군, 襄陽郡)
- Yeongwol (영월군, 寧越郡)

## Klasztory buddyjskie
- Geonbong sa
- Gulsan sa
- Guryong sa
- Naksan sa
- Baekdam sa
- Beopheung sa
- Sangwon sa
- Shinheung sa
- Woljeong sa